# Thomas Giessing
Thomas Giessing (República Democrática Alemana, 19 de marzo de 1961) es un atleta alemán retirado especializado en la prueba de 4x400 m, en la que ha conseguido ser campeón europeo en 1982.

## Carrera deportiva
En el Campeonato Europeo de Atletismo de 1982 ganó la medalla de oro en los relevos 4x400 metros, con un tiempo de 3:01.51 segundos que fue récord de los campeonatos, llegando a meta por delante de Reino Unido y la Unión Soviética.